# Maison La Chevana d'Or
La Chevance d'Or est un château fort du XVème siècle située à Arlay dans le Jura en Franche-Comté. Elle est inscrite aux monuments historiques depuis le 15 novembre 1926.

## Historique
Ce monument dans un état de préservation remarquable, voisin du château d'Arlay, au centre du vignoble du Jura, n'a laissé marginalement et mystérieusement aucune trace de son histoire à ce jour... 

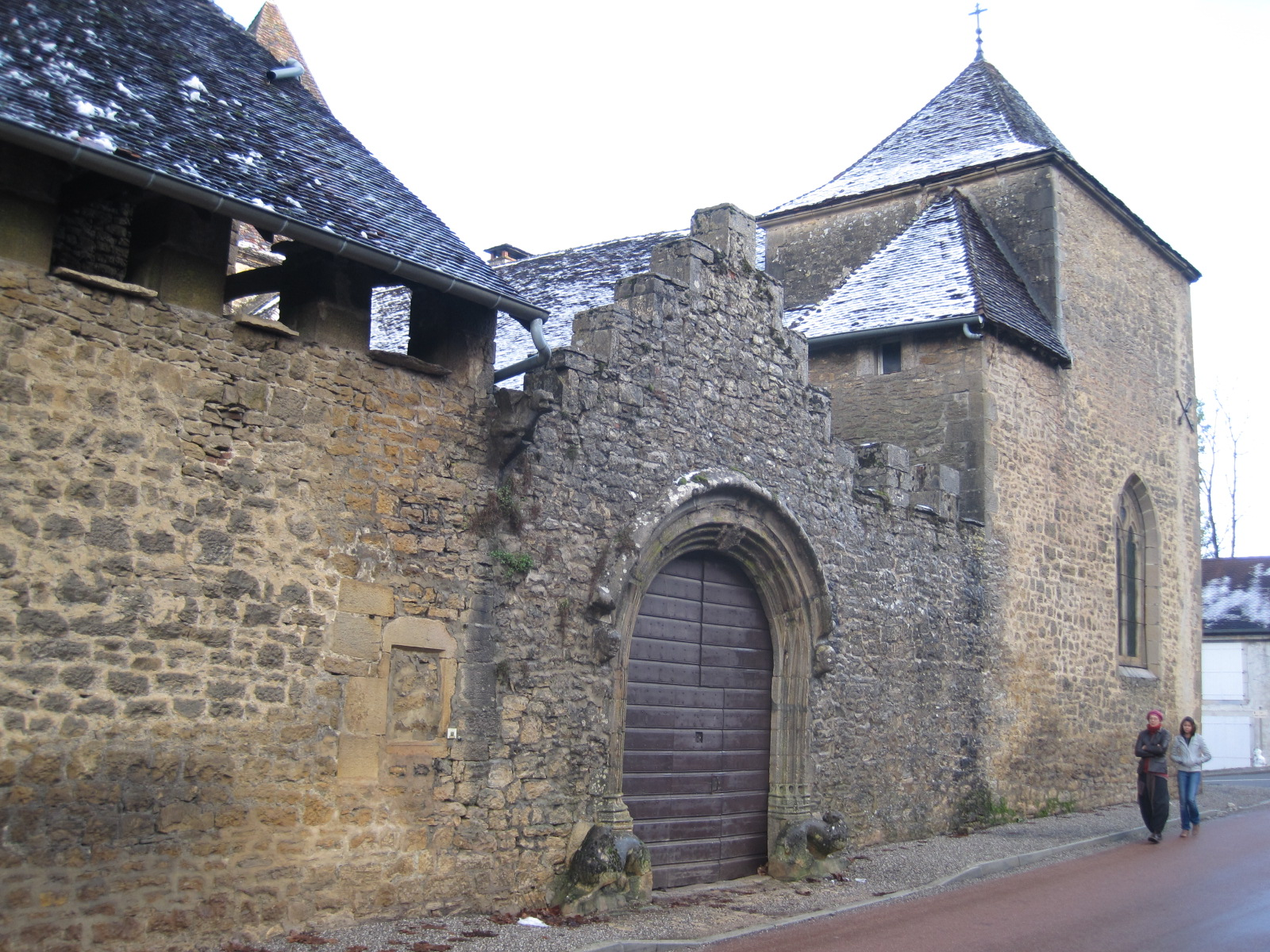
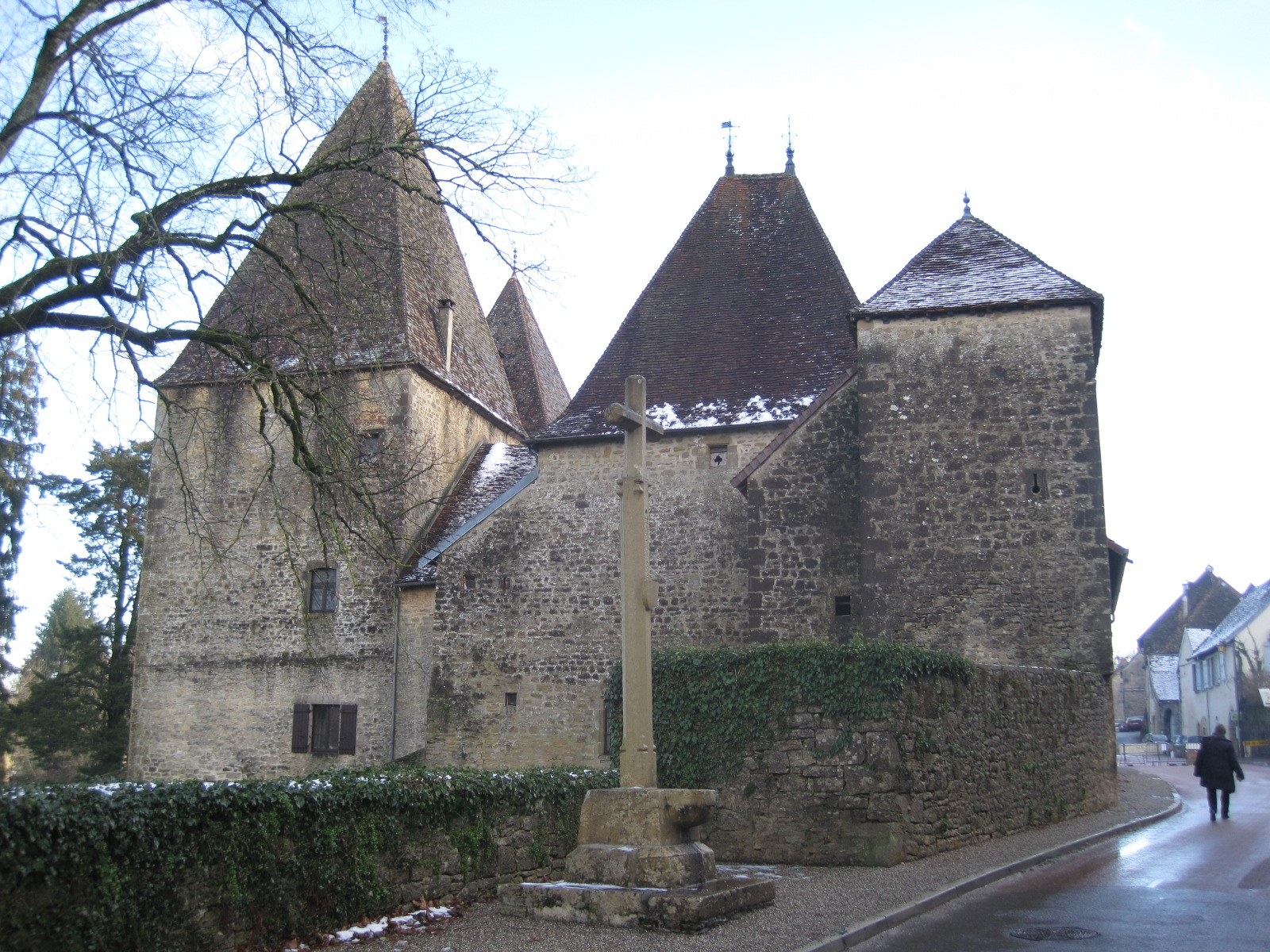
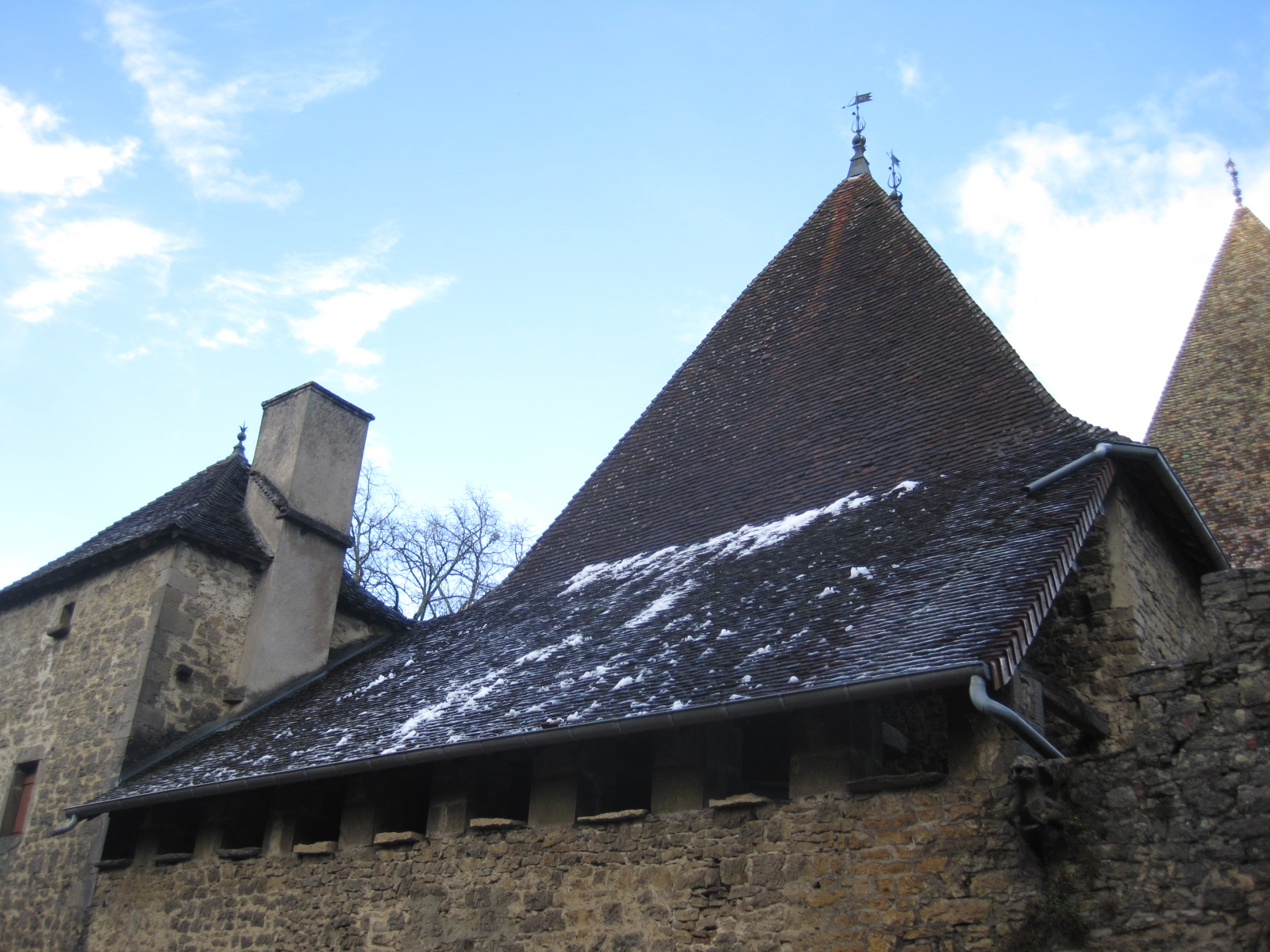
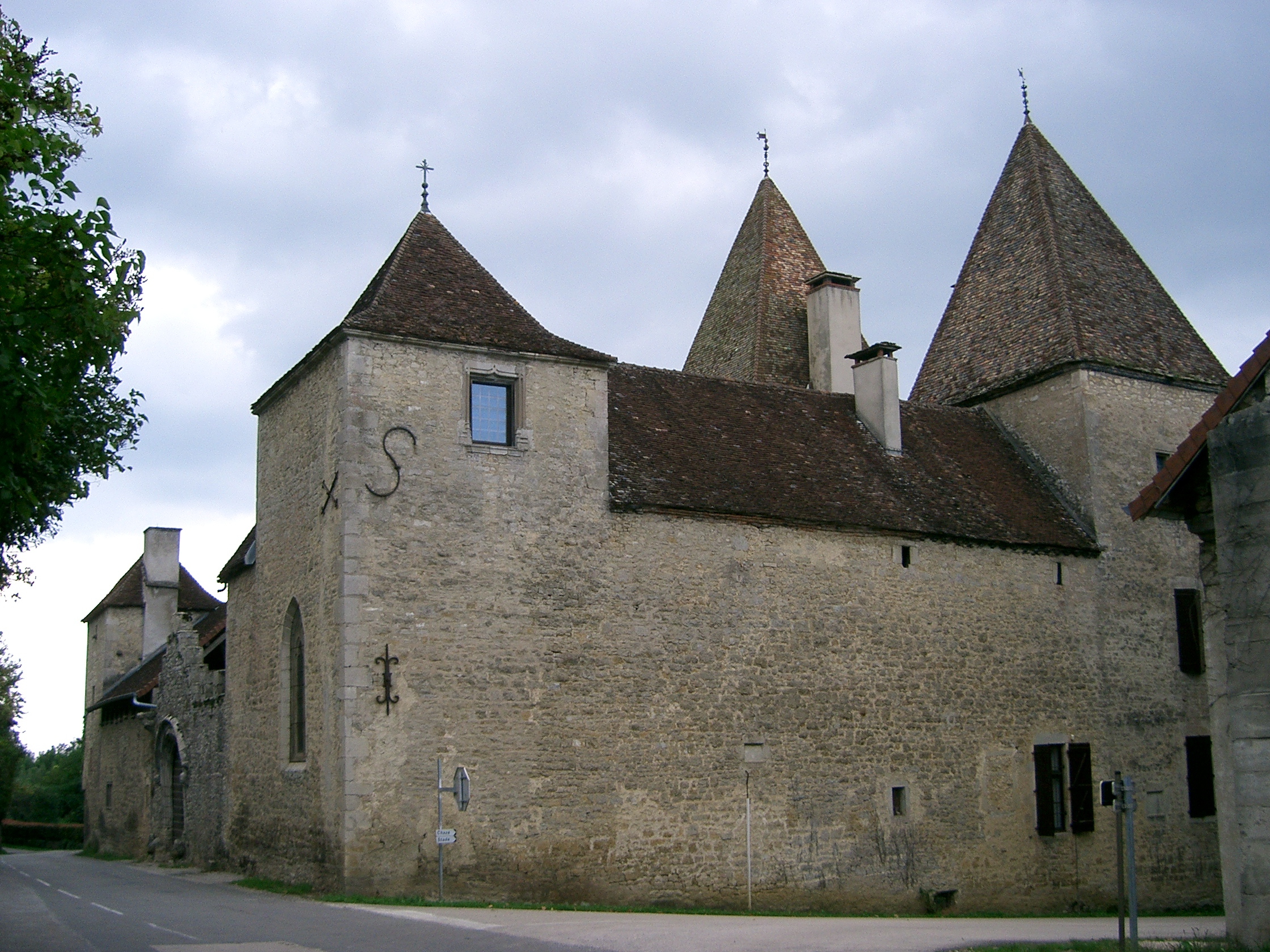

Définition de Chevance : ce qu'on tient de nos chefs, de nos pères.